# Az igazság oldalán
Az igazság oldalán (eredeti cím: Proven Innocent) 2018-ban vetített amerikai televíziós filmsorozat, amelynek alkotója David Elliot. a zeneszerzője Bear McCreary. A tévéfilmsorozat a Danny Strong Productions, a Leap Boy Productions és a 20th Century Fox Television gyártásában készült, a 20th Television forgalmazásában jelent meg. Műfaját tekintve filmdráma-sorozat. Amerikában 2019. február 15-én a Fox tűzte műsorra. Magyarországon a Prime mutatta be 2019. szeptember 5-én.

## Szereplők

### Főszereplők
| Szereplő              | Színész            | Magyar hang    |
| --------------------- | ------------------ | -------------- |
| Madeline Scott        | Rachelle Lefevre   | Zakariás Éva   |
| Young Madeline Scott  | Clare O'Connor     |                |
| Ezekiel "EZ" Boudreau | Russell Hornsby    |                |
| Violet Bell           | Nikki M. James     | Szabó Zselyke  |
| Bodie Quick           | Vincent Kartheiser | Szalay Csongor |
| Levi Scott            | Riley Smith        | Szabó Máté     |
| Gore Bellows          | Kelsey Grammer     |                |

### Visszatérő szereplők
| Szereplő         | Színész            | Magyar hang   |
| ---------------- | ------------------ | ------------- |
| Susan Andrews    | Elaine Hendrix     |               |
| Greta Bellows    | Laurie Holden      | Bácskai János |
| Heather Husband  | Caitlin Mehner     |               |
| Vanessa Dale     | Tembi Locke        |               |
| Nikki Russo      | Tiffany Dupont     | Gulás Fanni   |
| Isabel Sanchez   | Catherine Lidstone |               |
| Wren Grant       | Candice Coke       |               |
| Rick Zahn (Ravi) | Jeffrey Nordling   |               |

## Epizódok
| Évad | Évad | Részek száma | Részek száma | Eredeti sugárzás  | Eredeti sugárzás | Eredeti adó | Magyar sugárzás     | Magyar sugárzás    | Magyar adó |
| Évad | Évad | Részek száma | Részek száma | Évadbemutató      | Évadzáró         | Eredeti adó | Évadbemutató        | Évadzáró           | Magyar adó |
| ---- | ---- | ------------ | ------------ | ----------------- | ---------------- | ----------- | ------------------- | ------------------ | ---------- |
|      | 1.   | 13           | 13           | 2019. február 15. | 2019. május 10.  | Fox         | 2019. szeptember 5. | 2019. november 28. | Prime      |

### 1. évad (2019)
| # | Cím                                                                  | Rendező               | Író                                 | Premier                                | Nézettség   |
| --- | -------------------------------------------------------------------- | --------------------- | ----------------------------------- | -------------------------------------- | ----------- |
| 1. | Kísért a múlt (Pilot)                                                | Patricia Riggen       | David Elliot                        | 2019. február 15. 2019. szeptember 5.  | 3,08 millió |
| 2. | Az igazság terhe (The Burden of Truth)                               | Howie Deutch          | Danny Strong és Adam Armus          | 2019. február 22. 2019. szeptember 12. | 2,07 millió |
| Madeline és csapata egy újabb ártatlanul elítélt nő aktáján dolgozik: Tamara Folsom gyilkosság miatt ül rács mögött, holott valójában erőszak áldozata lett. Hogy bizonyítsák az ártatlanságát, meg kell találniuk a valódi gyilkost. A főügyészi választás miatt Madelinere és Easyre egyre jobban figyel a nyilvánosság, a férfinak pedig kihívást jelent a munka és család között egyensúlyt teremtenie. |                                                                      |                       |                                     |                                        |             |
| 3. | Vallomások (A Minor Confession)                                      | Elodie Keene          | Wendy West                          | 2019. március 1. 2019. szeptember 19.  | 2,57 millió |
| A kiskorú, képregényimádó Williamet annak idején a nyomozók olyan gyilkosság beismerésére kényszerítették, amit nem ő követett el. Easyt a gyülekezetének tagjai kérik fel a fiú védelmére. Madeline továbbra is bátyja vallomásának hatása alatt áll, és ő maga is kezd kételkedni Levi ártatlanságában.                                                                                                   |                                                                      |                       |                                     |                                        |             |
| 4. | Szégyenpadon (The Shame Game)                                        | Howie Deutch          | Danny Strong                        | 2019. március 8. 2019. szeptember 26.  | 1,90 millió |
| Madeline elvállalja egy muszlim nő ügyét, akit 25 év börtönbüntetésre ítéltek csecsemőgyilkosság miatt. A vádat elavult orvosi módszerekre alapozták, és abortuszellenes politikai ügy kerekedett belőle. Easy hitével szembe megy az ügy, holott tudja, a nő ártatlanul ül. Madeline ezért a férfi segítsége nélkül próbálja felmentetni Sarah Bukharit.                                                   |                                                                      |                       |                                     |                                        |             |
| 5. | A magunk keresztje (Cross to Bear)                                   | Mario Van Peebles     | Stacy A. Littlejohn                 | 2019. március 15. 2019. október 3.     | 1,97 millió |
| A csapat eltökélten küzd egy korrupt rendőr leleplezéséért, aki több ártatlan embert is börtönbe küldött azzal, hogy lefizette a tanúkat. A győzelem érdekében elvállalják egy rasszista férfi védelmét. Az ügy megosztja a csapatot, Violet különösen mérges Madeline döntése miatt. |                                                                      |                       |                                     |                                        |             |
| 6. | Ördögi Hamupipőke (A Cinderhella Story)                              | Rashaad Ernesto Green | Adam Armus és David Elliot          | 2019. március 22. 2019. október 10.    | 2,33 millió |
| Egy fiatal lány Madeline segítségét kéri, amiért ártatlanul ül börtönben anyja megöléséért. Gore Bellows óva inti a csapatot az ügy vállalásától, de az ügyvédnő önmagát látja a fiatal lány ügyében. Eközben Levi és Madeline volt osztálytársuk temetésén összefutnak egy régi ismerőssel, aki más megvilágításba helyezi Rosemary Lynch ügyét.                                                           |                                                                      |                       |                                     |                                        |             |
| 7. | Élni és halni East Clevelandben (Living and Dying in East Cleveland) | Sharat Raju           | Tina Mabry                          | 2019. március 29. 2019. október 17.    | 1,92 millió |
| Egy civil jogi aktivista számonkéri Madelinet, amiért csak közismert, híres ügyeket vállal el, és ezzel sikerül meggyőznie, hogy vállalja Davon Watkins ügyét. A férfi a halálsoron ártatlanul várja kivégzését. Ezalatt Madeline próbálja Levi ügyét is védeni annak ellenére, hogy testvére kirúgta őt.                                                                                                   |                                                                      |                       |                                     |                                        |             |
| 8. | Szivárvány harc (The Struggle for Stonewall)                         | Danny Strong          | Danny Strong és Tesia Walker        | 2019. április 5. 2019. október 24.     | 1,70 millió |
| Egy transznemű nőt 40 éve ártatlanul ítéltek börtönbüntetésre egy szintén transznemű, a melegek jogaiért küzdő aktivista meggyilkolásáért. Bár a legtöbben tudják, hogy Cindy ártatlan, a nő mégsem akar szabadulni. Madelinenek nem csak a bíróságot, de a Cindyt is meg kell győznie, joga van a szabadsághoz. Eközben Vanessa vendége és példaképe állást ajánl a lánynak New Yorkban.                   |                                                                      |                       |                                     |                                        |             |
| 9. | Járulékos veszteség (Acceptable Losses)                              | Anna Mastro           | William N. Fordes és Rachel Borders | 2019. április 12. 2019. október 31.    | 1,74 millió |
| Egy férfit nemi erőszakért és gyilkosságért ítéltek börtönbüntetésre, de bűnösségét nem támasztja alá közvetlen bizonyíték. A csapat a férfi védelmére kel, de váratlanul megkapják a hírt: a halálbüntetésre ítélt Davon kivégzését előrehozták, hiába kaptak halasztást. A férfinak 1 hete van hátra. |                                                                      |                       |                                     |                                        |             |
| 10. | Hadi titok (SEAL Team Deep Six)                                      | Elodie Keene          | Aaron Carew                         | 2019. április 19. 2019. november 7.    | 1,90 millió |
| A tengerészet első női elöljáróját gyilkosság miatt elítélik, Madeline és csapata pedig azon dolgozik, hogy bebizonyítsák ártatlanságát. A dolgukat nehezíti, hogy a lehetséges bizonyítékokat a hadbíróság titkosította. Eközben Levi tovább keresi Rosemary gyilkosát, Bellows pedig hivatalosan is nyomozásba kezd: hiszi, hogy Madeline Rosemary igazi gyilkosa.                                        |                                                                      |                       |                                     |                                        |             |
| 11. | Megrázó ügy (Shaken)                                                 | Jon Amiel             | Terri Kopp és Adam Scott Weissman   | 2019. április 26. 2019. november 14.   | 1,69 millió |
| A csapat egy életfogytiglanra ítélt édesanya ügyét védi, aki állítólag halálra rázta gyermekét, azonban a 10 évvel korábbi eset után a tudomány új állása cáfolja a vádpontot. Levi nyomozása új fénybe helyezi Rosemary gyilkosságát, Bellows pedig megtalálja a gyilkos fegyvert, ezzel pedig már nyíltan újra meg tudja vádolni Madelinet egykori barátnője meggyilkolásával.                            |                                                                      |                       |                                     |                                        |             |
| 12. | Madeline Scott védelmében 1. (In Defense of Madeline Scott, Part 1)  | Jennifer Phang        | Stacy A. Littlejohn és David Elliot | 2019. május 3. 2019. november 21.      | 1,57 millió |
| Bellows a gyilkos fegyverre hivatkozva újra nyitja a Rosemar-ügyet, Madelinet pedig letartóztatják. Hogy újra bizonyítsák a nő ártatlanságát, újból, keményebben kell belevetniük magukat a gyilkos felkutatásába. Szerencséjükre Rosemary két barátnője hajlandó tanuskodni, ami megmentheti az ügyet. Eközben Levinak teljesen nyoma veszik...                                                            |                                                                      |                       |                                     |                                        |             |
| 13. | Madeline Scott védelmében 2. (In Defense of Madeline Scott, Part 2)  | Howie Deutch          | Adam Armus                          | 2019. május 10. 2019. november 28.     | 1,66 millió |
| Madeline és Easy két koronatanúját valaki megfélemlíti: mindketten egy titkos feladótól kaptak csomagot. Mivel a csomagok tartalma titkos, Easy nem tudja bizonyítani, hogy valóban megfélemlítésről volt-e szó. A csapatnak ezért egy megoldása maradt: megtalálni Rosemary igazi gyilkosát, a titokzatos szektavezért: Ravit.                                                                             |                                                                      |                       |                                     |                                        |             |